# Brasil Open 1987
Відкритий чемпіонат Бразилії з тенісу 1987 — жіночий тенісний турнір, що проходив на відкритих кортах з ґрунтовим покриттям у Гуаружі (Бразилія). Належав до турнірів 1-ї категорії в рамках Туру WTA 1988. Тривав з 7 грудня до 13 грудня 1987 року. Ніжі Діас здобула титул в одиночному розряді.

## Фінальна частина

### Одиночний розряд
Ніжі Діас —  Патрісія Медрадо 6–0, 6–7(2–7), 6–4
- Для Діас це був єдиний титул за сезон і 2-й - за кар'єру.

### Парний розряд
Катріна Адамс /  Черіл Джонс —  Джилл Гетерінгтон /  Мерседес Пас 6–4, 4–6, 6–4
- Для Адамс це був єдиний титул за сезон і 1-й — за кар'єру. It was Jones' єдиний титул за сезон і 1-й — за кар'єру.